# Sveriges Mykologiska Förening
Sveriges Mykologiska Förening (SMF) är en riksförening för svampintresserade i Sverige. Mykologi är läran om svampar.